# Al-Hidd
Al Hidd (en árabe: الحد‎) es una localidad de Baréin, en la gobernación de Muharraq (Baréin).

## Demografía
Según estimación 2010 contaba con 15064 habitantes.